# YG PLUS
YG PLUS（韓語：와이지 플러스）是一間韓國娛樂IP公司。舊名Phoenix Holdings，1996年於韓國成立，2014年被YG娛樂收購，並改名為YG PLUS，主要從事音樂發行、專輯與商品流通銷售等業務。

## 歷史
1996年11月15日，公司Phoenix Holdings成立。
2003年8月1日，正式在韓國交易所的KOSPI市場上市。
2014年12月，YG娛樂收購Bogwang Group旗下的公司Phoenix Holdings，並將公司改名為YG PLUS。
2016年，成立與收購合併多家子公司YG NEXT（MD）、YG SPORTS、KPLUS、YG INVESTMENT。
2017年，開始從事音樂業務，如唱片與音源發行、音樂平台營運等。
2021年1月27日，與Big Hit娛樂（現HYBE）簽訂投資與業務合作合約，Big Hit娛樂與其子公司beNX (現WEVERSE COMPANY)一起向公司分別投資300億韓元與400億韓元，共700億韓元，投資後Big Hit娛樂獲得公司7.66%股份，beNX獲得公司10.24%股份。
2021年4月1日，子公司YG SPORT吸收合併YG SPORT旗下公司GREEN WORKS，YG SPORT改名為그린웍스 (GREEN WORKS)，並將旗下部門分割成立新公司YG SPORT。
2021年11月12日，公司將旗下子公司（新）YG SPORTS出售給Infinitum Partners並改名為GAD SPORTS，也計畫將子公司그린웍스（GREEN WORKS）出售。
2022年1月，成立專輯發行中心。9月成立子公司포레스트팩토리（森林工廠）。
2022年5月26日，與綠蛇傳媒簽訂合作協議，綠蛇傳媒將以第三方分配有償增資收購YG KPLUS的50%股份與經營權，同年8月22日宣布YG KPLUS改名回KPLUS。
2022年6月22日，旗下子公司YG FOOD正式關閉解散。YG PLUS於2015年6月出資35億韓元成立的餐飲公司YG푸드（YG FOOD），由於持續虧損，2019年12月曾決定出售。
2023年1月17日，宣布高爾夫營運公司쇼골프（SHOW GOLF）將於同年4月收購旗下子公司GREEN WORKS（舊YG SPORTS）的股份。並在3月清算化妝品公司CODECOSME INTERNATIONAL。
2023年3月20日，宣布創立新一代的全球數位音樂發行平台“믹스테이프（mixtape.）”，並開始Beta測試。

## 業務

### Music Solutions
- YG PLUS：公司負責管理營運NAVER的音樂平臺“VIBE”與旗下的數位音樂發行平台“믹스테이프（mixtape.）”，並為包括YG娛樂和HYBE在內的國內外市場400多家的合作公司進行音樂製作、投資、發行。

### IP Solutions
利用藝人的IP，透過生產捕捉藝人本質與身份的時尚和標誌性產品，在藝人和粉絲之間提供廣泛的交流體驗。透過連接產品規劃、開發和設計的內部系統，以及各種品牌合作夥伴關係、全球網路和管道，提供差異化的IP價值。並與多家平台合作，成為全球智慧財產權供應商。
- 電子商務
  - YG SELECT
  - Weverse Shop
- 實體商店
  - YG PLACE

### FOREST FACTORY
Forest Factory（포레스트팩토리）是YG PLUS和Yein Art共同成立專門從事娛樂相關的印刷公司。公司負責音源/唱片投資流通、唱片印刷及諮詢，擁有對走向世界的K-POP產業的高度理解度和印刷製作技巧。

### 投資
子公司YG INVESTMENT專注於風險投資，並根據YG娛樂擁有的各種內容和網路，以追蹤最新業務趨勢與戰略進行投資。

## 子公司、關聯公司
（截至2024年6月）

### 子公司
- YG INVESTMENT
- 포레스트팩토리 (森林工廠) (30.33%)

### 關聯公司
- KPLUS (38.12%)
- Moonshot China (33.33%)

## 解散、出售子公司
- YG FOOD
- YG SPORTS (現GAD SPORTS)
- 그린웍스 (GREEN WORKS)
- CODECOSME INTERNATIONAL

## 外部連結
官方網站